# Val-de-Chalvagne
Val-de-Chalvagne – miejscowość i gmina we Francji, w regionie Prowansja-Alpy-Lazurowe Wybrzeże, w departamencie Alpy Górnej Prowansji.

## Demografia
Według danych na rok 1990 gminę zamieszkiwało 38 osób, a gęstość zaludnienia wynosiła ~1 osób/km². W styczniu 2015 r. Val-de-Chalvagne zamieszkiwało 78 osób, przy gęstości zaludnienia wynoszącej 2,4 osób/km².